# Comuna Șehîni, Mostîska
Șehîni (în ucraineană Шегині) este o comună în raionul Mostîska, regiunea Liov, Ucraina, formată din satele Bîkiv, Buțiv și Șehîni (reședința).

## Demografie
Componența lingvistică a comunei Șehîni
     Ucraineană (97,79%)
     Rusă (1,11%)
     Alte limbi (0,3%)
Conform recensământului din 2001, majoritatea populației comunei Șehîni era vorbitoare de ucraineană (97,79%), existând în minoritate și vorbitori de rusă (1,11%).